# Slapnica (Kroatië)
Slapnica is een plaats in de gemeente Samobor in de Kroatische provincie Zagreb. De plaats telt 23 inwoners (2001).